# سیارک ۳۹۶۹۹
سیارک ۳۹۶۹۹ (به انگلیسی: 39699 Ernestocorte، نامگذاری:1996TF8) سی و نه هزار و ششصد و نود و نهمین سیارک کشف شده‌است که در ۱۲ اکتبر ۱۹۹۶ کشف شد.